# Дробная часть

График функции y(x) = {x}.

Дробная часть числа — кусочно-линейная функция, определённая на вещественных числах {\displaystyle x} и равная разности между {\displaystyle x} и целой частью (антье) {\displaystyle \lfloor x\rfloor } числа {\displaystyle x}.
Дробная часть числа х обычно обозначается знаком {\displaystyle \{x\}}. 
Согласно определению, {\displaystyle \{x\}=x-\lfloor x\rfloor }.

## Примеры
- {\displaystyle \;\{1,23\}=1,23-1=0,23}
- {\displaystyle \;\{-1,23\}=-1,23-\lfloor -1,23\rfloor =-1,23-(-2)=0,77}
- {\displaystyle \left\{{\tfrac {11}{3}}\right\}={\tfrac {11}{3}}-3={\tfrac {2}{3}}}
- {\displaystyle \left\{-{\tfrac {11}{3}}\right\}=-{\tfrac {11}{3}}-\lfloor -{\tfrac {11}{3}}\rfloor =-3{\tfrac {2}{3}}-(-4)={\tfrac {1}{3}}}

## Свойства функции {x}
- Область определения {\displaystyle \mathbb {R} }
- Область значений {\displaystyle \left[0;1\right)}.
- Функция периодична с периодом {\displaystyle 1}.

## Источник
М. К. Потапов,В. В. Александров, П. И. Пасиченко. Алгебра и начала анализа. — АО Столетие, 1996.